# Cosmotriphora melanura
Cosmotriphora melanura är en snäckart som först beskrevs av C. B. Adams 1850.  Cosmotriphora melanura ingår i släktet Cosmotriphora och familjen Triphoridae. Inga underarter finns listade i Catalogue of Life.